# Iperit
Iperit, nazvan prema flamanskom gradu Ypresu, službenog imena diklordietil-sulfid, bojni otrov plikavac, žućkasta uljevita tekućina visokog ledišta (oko 14 °C) i vrelišta (od 216 do 218 °C) koja se ne miješa s vodom, ali se brzo razara oksidativnim sredstvima poput klornog vapna i hipermangana. Osim što uzrokuje stvaranje plikova na koži, iperit je težak stanični otrov koji oštećuje kapilare.
Upotrebom u bitkama za flamanski grad Ypres 1917. godine u Prvom svjetskom ratu započeo je novi oblik modernog ratovanja i razvijanje novih vrsta bojnih otrova koji su doveli do suvremenog kemijskog i biološkog oružja. Iperit je korišten i u Talijanskoj invaziji na Abesiniju, Drugom japansko-kineskom ratu te Iračko-iranskom ratu. Međunarodnom Konvencijom o kemijskom oružju iz 1993. sumporni iperiti (skupina bojnih otrova) zabranjeni su te se ne smiju upotrebljavati kao kemijsko oružje. Unatoč zabrani, u svojoj okupaciji Bliskog istoka upotrebljavala ga je Islamska država
Nakon Prvog svjetskog rata pokusno se upotrebljavao radi dokazivanja sposobnosti potiskivanja hematopoeze, stvaranja krvnih stanica. Sposobnost usporavanja i otežavanja hematopoeze dokazana je nakon obdukcije i autopsije tijela 75 vojnika preminulih od začepljavanja ili oštećivanja kapilara. Ubrzo se odustalo od njegove primjene u medicini, nakon što liječenje Hodgkinsonove bolesti i leukemije azotnim iperitom nije dalo zadovoljavajući ishod.

## Vanjske poveznice
- Iperit Natuknica u Hrvatskoj enciklopediji Leksikografskog zavoda Miroslav krleža
- Treatment of Mustard Gas Burns British Medical Journal (1946.)